# پردمیر

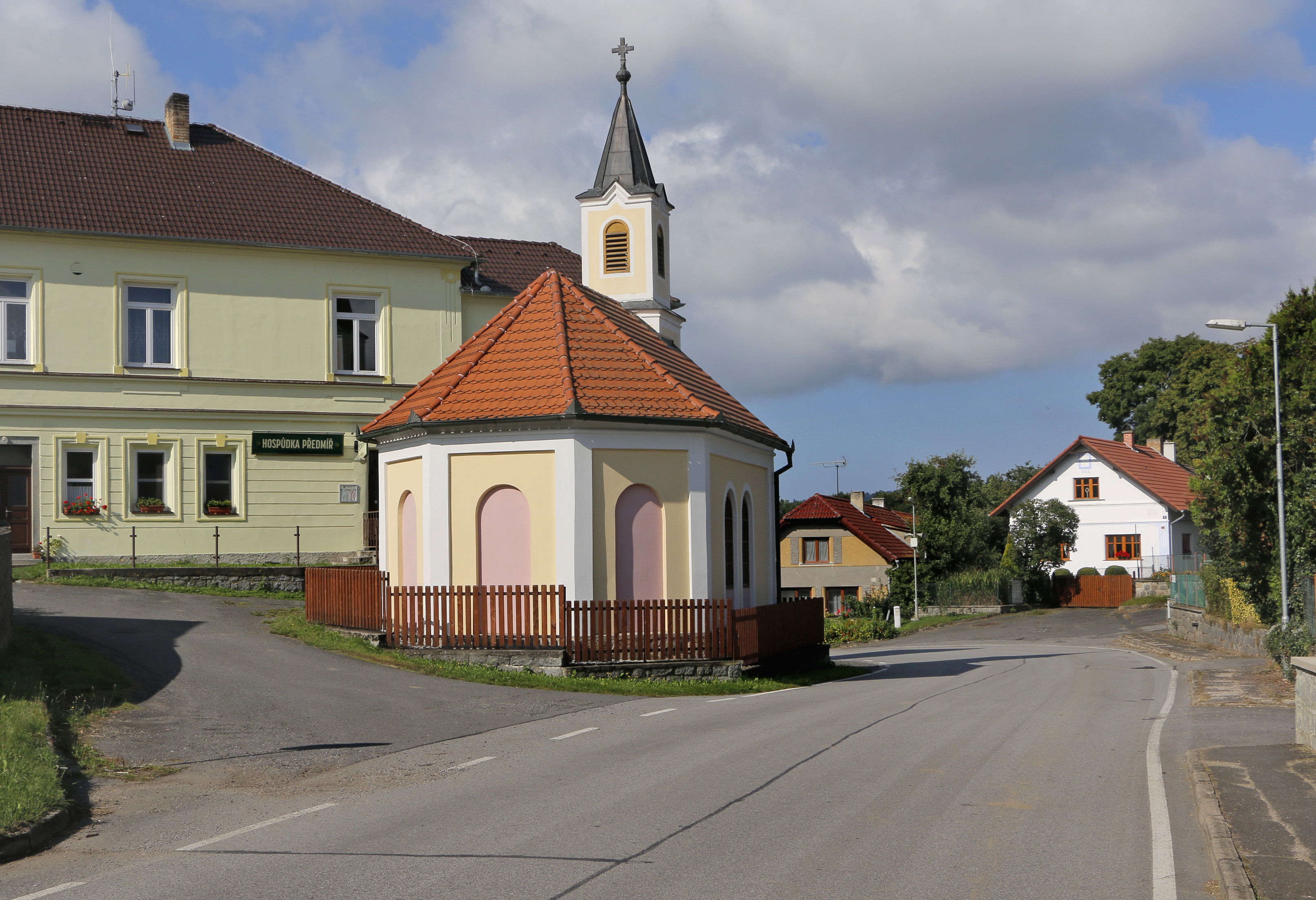
منطقه مسکونی در چک

پردمیر (به چکی: Předmíř) یک منطقهٔ مسکونی در جمهوری چک است که در ناحیه ستراکونیتسه واقع شده‌است. پردمیر ۱۰٫۷۶ کیلومتر مربع مساحت و ۳۱۶ نفر جمعیت دارد و ۴۹۱ متر بالاتر از سطح دریا واقع شده‌است.